# Nova Škotska
Nova Škotska (latinsko: Nova Scotia (izvirno ime), gelsko: Alba Nuadh, francosko: Nouvelle-Écosse) je provinca na jugovzhodni obali Kanade. Leži na istoimenskem polotoku in otoku Cape Breton ter je skoraj z vseh strani obdana z Atlantskim oceanom. S približno 55.000 km² je druga najmanjša provinca Kanade, a hkrati druga najgosteje poseljena.
Pred prihodom evropskih kolonizatorjev je na območju današnje Nove Škotske živelo staroselsko ljudstvo Mikmak. Prvi evropski naseljenci so bili Francozi, ki so ozemlje poimenovali Akadija in leta 1604 ustanovili prvo stalno evropsko naselbino severno od Floride, Port Royal. Med letoma 1713 in 1760 je nadzor nad regijo pridobil Britanski imperij ter leta 1749 ustanovil novo prestolnico Halifax. Nova Škotska je ena od štirih ustanovnih provinc Kanadske konfederacije (skupaj z Novim Brunswickom, Quebecom in Ontariom). Ime je dobila po Škotski in potomci škotskih priseljencev so še danes največja etnična skupina v provinci.
Gospodarstvo Nove Škotske močno sloni na naravnih virih, vendar se je v drugi polovici 20. stoletja diverzificiralo. Tradicionalne dejavnosti, kot so ribištvo, rudarstvo, gozdarstvo in kmetijstvo so še vedno zelo pomembne, na pomenu pa so pridobili tudi turizem, tehnologija, film, glasba in finance.